# Valle de Cabuérniga
El valle de Cabuérniga está situado en la comunidad autónoma de Cantabria (España) y en el curso medio alto del río Saja, orientado de sur a norte. El valle es amplio y cuenta con un gran terrazgo pero está bastante encajado geográficamente. La principal vía de acceso es por el norte a través de la hoz de Santa Lucía, que es un paso natural para atravesar la sierra del Escudo de Cabuérniga. A causa de su geografía el valle es un ejemplo de conservación de la cultura y el modo de vida tradicionales.

## Geografía física

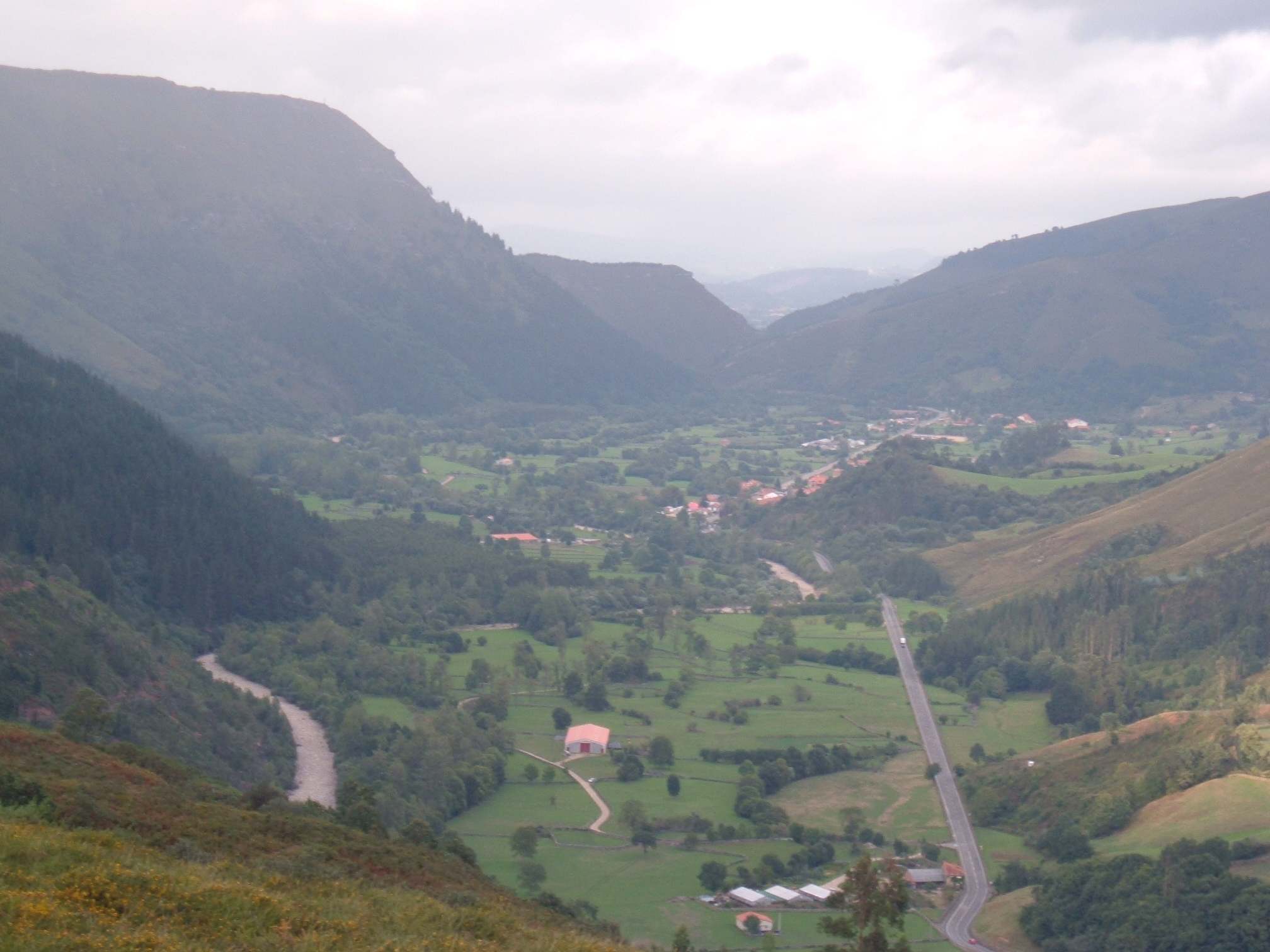
Panorámica del terrazgo en la zona baja del Valle. Al fondo se ve la Hoz de Santa Lucía.

Valle orientado de norte a sur perteneciente a la vertiente cantábrica. Encuadrado en el área morfológica de La Montaña, el valle tiene una extensión de 340,54 kilómetros cuadrados.

### Relieve
Comienza el valle en la divisoria de aguas entre la cuenca del río Saja y la cuenca del río Ebro formada por la Sierra del Cordel y los montes de Reinosa, en el puerto de Palombera (también conocido como La Frontal). En esta zona se encuentran las mayores alturas de todo el valle, sobresaliendo los picos de Iján de 2.084 m s. n. m., Pico Cordel (2.052 m s. n. m.) y Pico Liguardi (1.967 m s. n. m.). También destaca el Cueto de la Concilla (1.922 m s. n. m.), próximo a los anteriores, pero formando parte ya de la divisoria de aguas con el valle del Nansa la cual es el límite por el oeste. En la parte este, el límite con el valle del Besaya discurre por los montes del Moral y el Toral. Los montes que cercan el valle, van perdiendo altitud conforme se avanza hacia el norte. En su límite septentrional, el valle se cierra por la Sierra del Escudo de Cabuérniga.
El fondo del valle está formado por una llanura aluvial que comienza a abrirse en Selores alcanzando anchura considerable a la altura de Valle cerrándose ligeramente en Barcenillas para volver a ensancharse posteriormente.
El acceso principal al valle se realiza a través de la hoz de Santa Lucía por la carretera CA-180 que corre paralela al río Saja y pasa por los distintos pueblos o los enlaza con ramales para posteriormente superar la frontal y comunicar con Campoo a través del Puerto de Palombera. Desde el pueblo de Valle sale también la carretera CA-182 que comunica con el valle del Nansa pasando por la Collada de Carmona.

### Hidrografía
Perteneciente a la cuenca hidrográfica cantábrica, la hidrografía se caracteriza por ríos cortos y rápidos con un caudal más o menos persistente a lo largo del año, pudiendo sufrir estiajes en verano y crecidas en el otoño y principios de primavera.
El valle está articulado por el río Saja que va recogiendo las aguas del resto de cursos fluviales. La alta cantidad de precipitaciones que hay en la zona hace que exista una rel fluvial amplia que se encuentra más desarrollada en la zona derecha, lado por el que encontramos los afluentes más importantes como el río Argoza, río Viaña y el río Bayones. Destaca por su caudal el arroyo de La Fuentona que tiene origen kárstico.
En cuanto al aprovechamiento hidráulico, en la actualidad se reduce a dos centrales de escasa potencia, una aprovechando las aguas de La Fuentona y la otra en el cauce del Saja que da servicio a la fábrica de la Textil Santanderina situada en Cabezón de la Sal además de una piscifactoría de truchas. A pesar de ello en la antigüedad existieron un buen número de batanes y molinos harineros algunos de los cuales aun se pueden observar.

### Clima

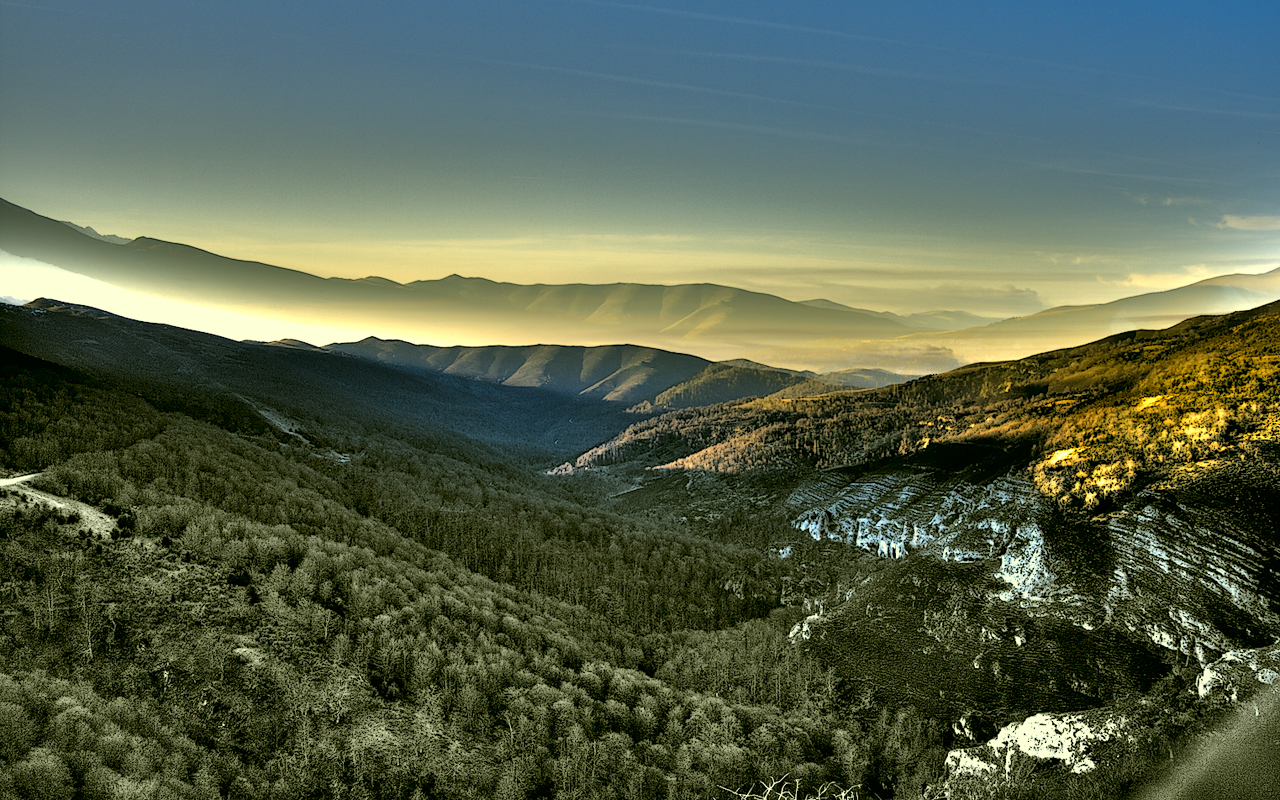
Cabuérniga nevada (imagen HDR).

Al igual que el resto de Cantabria, presenta unos caracteres climáticos que son los propios de clima oceánico. Con veranos e inviernos suaves, las precipitaciones son abundantes y se reparten durante todo el año, siendo menores en los meses de verano. La precipitación media anual ronda los 1.350 mm. En cuanto a las temperaturas, el valle goza de escasa amplitud térmica, con medias que varían de los 5 °C en los meses más frío a los 20 °C de los más cálidos.
Las altitud de las barreras montañosa que separan la costa del valle origina que se den fenómenos típicos como los de fachada y abrigo (Efecto Föhn) que modifican la circulación de las masas húmedas ocasionando sombras de precipitaciones. Así mismo, en estas zonas de altitud, el clima se recrudece experimentando menores temperaturas y precipitaciones ligeramente superiores.
| Parámetros climáticos promedio de Ruente | Parámetros climáticos promedio de Ruente | Parámetros climáticos promedio de Ruente | Parámetros climáticos promedio de Ruente | Parámetros climáticos promedio de Ruente | Parámetros climáticos promedio de Ruente | Parámetros climáticos promedio de Ruente | Parámetros climáticos promedio de Ruente | Parámetros climáticos promedio de Ruente | Parámetros climáticos promedio de Ruente | Parámetros climáticos promedio de Ruente | Parámetros climáticos promedio de Ruente | Parámetros climáticos promedio de Ruente | Parámetros climáticos promedio de Ruente |
| Mes | Ene.                                     | Feb.                                     | Mar.                                     | Abr.                                     | May.                                     | Jun.                                     | Jul.                                     | Ago.                                     | Sep.                                     | Oct.                                     | Nov.                                     | Dic.                                     | Anual                                    |
| --- | ---------------------------------------- | ---------------------------------------- | ---------------------------------------- | ---------------------------------------- | ---------------------------------------- | ---------------------------------------- | ---------------------------------------- | ---------------------------------------- | ---------------------------------------- | ---------------------------------------- | ---------------------------------------- | ---------------------------------------- | ---------------------------------------- |
| Temp. máx. media (°C) | 12.5                                     | 10.7                                     | 17.6                                     | 14.3                                     | 21.4                                     | 22.4                                     | 24.2                                     | 25.7                                     | 23.5                                     | 19.8                                     | 15.4                                     | 15                                       | 25.7                                     |
| Temp. mín. media (°C) | 2.7                                      | 0.3                                      | 2.6                                      | 5.8                                      | 8.5                                      | 12                                       | 12.3                                     | 14                                       | 11.6                                     | 8.4                                      | 4.1                                      | 2.5                                      | 0.3                                      |
| Precipitación total (mm) | 158.1                                    | 260.8                                    | 99                                       | 305.7                                    | 48.3                                     | 62.1                                     | 31.8                                     | 19.8                                     | 65.7                                     | 221.3                                    | 236.4                                    | 65.4                                     | 1574.4                                   |
| Fuente: Los datos de las temperaturas están sacados del trabajo Termopluviometría de Cantabria durante el periodo 1981-2010 mientras que las temperaturas se refieren al año 2012 y están sacadas de los datos de la estación meteorológica de Ruente. |                                          |                                          |                                          |                                          |                                          |                                          |                                          |                                          |                                          |                                          |                                          |                                          |                                          |

## Geografía política

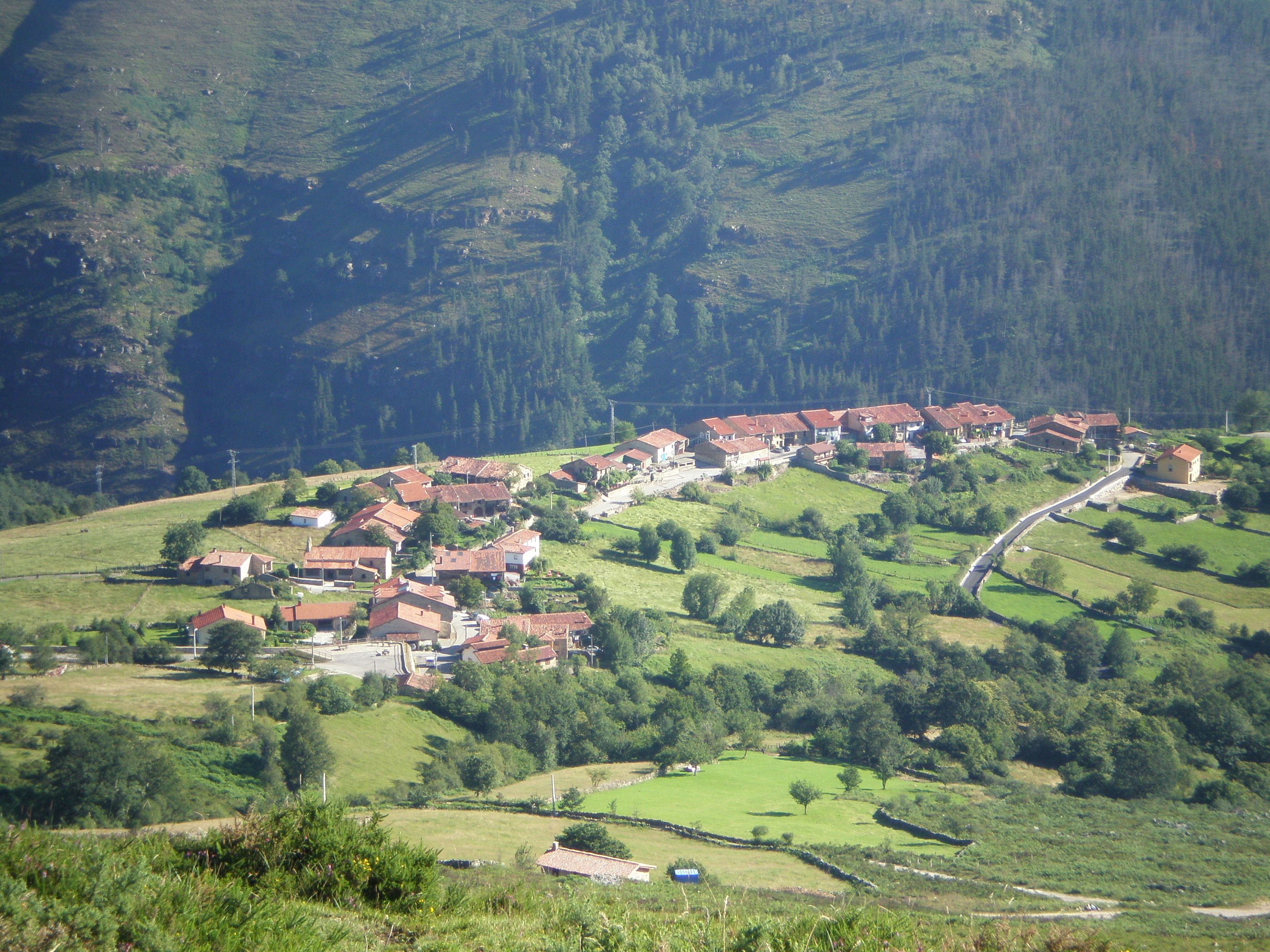
Núcleo de población de Los Tojos, en el valle de Cabuérniga.

Administrativamente, el territorio del valle está repartido entre los municipios de Cabuérniga (salvo la zona de Carmona), Ruente y Los Tojos, el territorio comunal de la Mancomunidad Campoo-Cabuérniga y una franja de terreno perteneciente al norte de los municipios de Campoo de Suso y Campoo de Enmedio.

## Demografía
El valle de Cabuérniga cuenta con una población de 2445 habitantes según el censo de 2024 (representa el 0,45% de la población de Cantabria) y una densidad de población de 10,43 hab./km².
Desde que existen datos, la población fue creciendo hasta superar los 4300 en el censo de 1887. Posteriormente sufrió una paulatina pérdida de población desde comienzos del siglo XX que se vio rápidamente acelerado a partir de 1960. En las dos décadas siguientes perdió más de un 30% del censo que coincide con la emigración del campo a la ciudad que se dio en esos años en España. A partir de entonces la población se mantiene estable en torno a los 2500 habitantes.
La poblamiento se estructura en núcleos agrupados próximos a la carretera principalmente en la llanura aluvial. La mayoría de la población se concentra en las zonas más bajas del valle, debido a su proximidad a las zonas industriales de Cabezón de la Sal y Torrelavega. Zona en la que está también el pueblo más grande, Ucieda con 509 habitantes.
La población presenta un perfil bastante envejecido con tasas próximas al 24% y los nacimientos no superan los 19 al año siendo la tasa de juventud 8,8%, cuatro puntos por debajo de la de Cantabria.
| 1842 | 1857 | 1860 | 1877 | 1887 | 1897 | 1900 | 1910 | 1920 | 1930 | 1940 | 1950 | 1960 | 1970 | 1981 | 1991 | 2001 | 2005 |
| 4052 | 4175 | 4143 | 4242 | 4323 | 4176 | 4211 | 3899 | 4129 | 3891 | 3800 | 3747 | 3626 | 3048 | 2515 | 2432 | 2508 | 2524 |

El valle de Cabuérniga consta de dieciocho pueblos: Bárcena Mayor, Barcenillas, Colsa, Correpoco, El Tojo, Fresneda, Lamiña, Llendemozó, Los Tojos, Renedo, Ruente, Saja, Selores, Sopeña, Terán, Ucieda, Valle y Viaña.

## Historia
Los primeros vestigios de poblamiento en la zona se encuentran relacionados con los restos megalíticos hallados en las zonas altas de los montes. Son destacables los túmulos cercanos a la collada de Carmona y el crómlech, menhir y túmulos del collado de Sejos en el límite con Polaciones. El Cromlech de Sejos consiste en un conjunto de menhires actualmente tumbados en los que hay representaciones grabadas similares a las presentes en el ídolo de Peña Tú en Vidiago. La aparición de piezas metálicas en el entorno ha permitido datarlo a finales del Calcolítico o inicios de la edad de Bronce. La forma de vida de estos antiguos pobladores es bastante desconocida pero seguía un esquema tribal, y se vieron enriquecidos por sucesivas oleadas migratorias celtas.
Gracias a los escritos de Estrabón y Plinio el Viejo se sabe que ya a finales del primer milenio a.c. el valle se encontraba en la zona central del territorio que habitaban los antiguos cántabros, pudiendo ser zona en la que se asentaba la tribu de los Salaenos. Después de la conquista romana comienza un lento y débil proceso de romanización. De aquella época los restos se reducen a calzadas secundarias como la que conectaba la meseta con el Portus Vereasueca (San Vicente de la Barquera) a través del collado de Somahoz.
Con la caída del imperio romano se pone el fin a una romanización poco asimilada que retrocede conforme se van recuperando las antiguas costumbres y organización social. Esta se basaba en la transmisión integra de la propiedad por vía del tío materno, en una rudimentaria agricultura y en la ganadería transtermitante que continúa hasta nuestros días. Durante este periodo las referencias escritas en la zona son nulas y arquitectónicamente únicamente se conserva una fuente visigótica en el pueblo de Colsa.
La llegada desde el sur de población cristiana huyendo de la invasión musulmana influye en la población local y paulatinamente se va modificando la organización social. Comienzan las rozas y los campamentos provisionales se estabilizan, estas primeras comunidades responden a unidades familiares que se irán fragmentando durante los siglos siguientes hasta corresponderse a comunidades de tipo vecinal. La primera mención escrita del valle se recoge en la carta puebla de Brañosera datada  de 824, en ella se hace referencia a los caornecanos que contribuyeron como foramontanos en la repoblación de las tierras al norte del Duero. Estas primeras repoblaciones conocidas como "presura" servirán para aliviar la presión sobre el territorio de una población que se había visto aumentada considerablemente desde la llegada musulmana.
El proceso de asentamiento continúa y en torno al año 1000 ya se encontrarían formados la mayoría de los poblamientos y concejos del valle que en la época se conocía como Kaornega. Estos lugares, se localizan en la proximidad de iglesias y monasterios que se encontraban vinculados a los señoríos eclesiásticos de San Pedro de Cardeña (Burgos) y Santa María de Yermo (Cantabria). De este modo, el fuerte poder de la iglesia ayuda a la implantación de un sistema feudal.
Las gentes del lugar eran de behetría como así atestiguan varios documentos de la época como el Becerro de Behetrías de 1352. Pero paulatinamente, los campesinos se verán vinculados al dominio de la Casa de la Vega. La consolidación del poder señorial entra en pugna con el pueblo que funcionaba por el sistema concejil, fruto de estos roces los valles de Cabuérniga y Osieda (Ucieda) junto con otros más inician en 1440 el pleito viejo contra la casa de Vega. El proceso se alargará hasta 1444 fecha en la que Juan II falla en favor del Marqués de Santillana con lo que los lugareños no logran sus aspiraciones.

## Personalidades
Originarios del Valle de Cabuérniga son los escritores Manuel Llano, Ricardo Fernández de la Reguera y Delfín González; el pintor Antonio Quirós, el geólogo, mineralogista y zoólogo Augusto González de Linares y el obispo José María Justo Cos y Macho. Hecho reseñable es la elección en 1871 del importante novelista montañés José María de Pereda como diputado por el distrito de Cabuérniga.